# Max Bachmann (Agrarwissenschaftler)
Max Bachmann (* 17. Dezember 1881 in Frankfurt am Main; † 12. Februar 1954) war ein deutscher Agrarwissenschaftler und Industrieller. Er war Direktor der Aktien-Gesellschaft für Stickstoffdünger in Knapsack (heute Chemiepark).

## Leben
Nach dem Schulbesuch und einer kaufmännischen Ausbildung trat Max Bachmann am 1. Mai 1907 in die Aktien-Gesellschaft für Stickstoffdünger in Knapsack im Regierungsbezirk Köln ein. Im Juli des darauffolgenden Jahres wurde er zum Prokuristen in dieser Firma ernannt und übernahm die kaufmännische Leitung. Während des Ersten Weltkrieges, im Jahre 1916, erfolgte seine Ernennung zum stellvertretenden Vorstandsmitglied genannter Firma. 1922 wurde er ordentliches Vorstandsmitglied der Aktiengesellschaft für Stickstoffdünger in Knapsack.
Nach dem Tod des bisherigen Werkleiters Constantin Krauß übernahm Max Bachmann im Jahre 1928 den Direktorposten der Firma, in der im darauffolgenden Jahr der erste Großcarbidofen gebaut wurde.
Nach der "Machtergreifung" der Nationalsozialisten 1933 sorgte Bachmann dafür, dass die damals herrschende ideologische Linie in der Firma Einzug hielt und war wesentlich am Ausbau zum „Kriegsmusterbetrieb“ beteiligt. 1944 erlebte er die schweren Zerstörungen der Firma und blieb bis 1946 im Amt. Er ging in den Ruhestand und war bis 1952 Vorstandsmitglied der Knapsack-Griesheim AG.

## Ehrungen
1930 wurde Max Bachmann anlässlich des 25-jährigen Bestehens seines Unternehmens sowie seines 25-jährigen Dienstjubiläums von der Landwirtschaftlichen Hochschule in Bonn, der späteren Landwirtschaftlichen Fakultät der Universität Bonn, ehrenhalber zum Dr. agr. ernannt.